# Three Little Pigskins
Three Little Pigskins é um filme curta-metragem estadunidense de 1934 dirigido por Raymond McCarey. É o quarto de um total de 190 filmes da série com os Três Patetas produzida pela Columbia Pictures entre 1934 e 1959.

## Enredo
Os Três Patetas são vagabundos que aceitam um trabalho de carregarem placas vestidos de jogadores de futebol americano, promovendo uma equipe universitária desse esporte. Enquanto isso, o dono de time profissional Joe Stacks quer contratar três novos jogadores para o próximo jogo (Tigers x Cubs, chamado na dublagem brasileira de Tigres versus Filhotes). A namorada de Joe encontra os Patetas e os confunde com os jogadores de futebol universitário conhecidos como "Três Cavaleiros" (referência satírica aos reais "Quatro Cavaleiros" da faculdade Notre Dame, os quais a dublagem brasileira evita o trocadilho e os chama apenas de "Rebeldes"). Os Patetas acompanham a moça até sua casa onde estão duas amigas delas.
Os Patetas trocam de roupa, tirando os uniformes de jogadores que estavam molhados e vestem roupões femininos. Depois, começam uma guerra de garrafas d'água até que as moças propõe brincarem de  "Blind man's buff" ("cabra-cega", conforme a dublagem brasileira). Os Patetas estão vendados quando Joe e dois capangas chegam na casa. Os homens perseguem o trio atrapalhado até que as garotas lhes contam que são os famosos "Três Cavaleiros". Joe então oferece dinheiro aos Patetas para que joguem pela equipe dele e o trio aceita, mesmo sem saberem nada do esporte.
O jogo (realizado no estádio de Hollywood chamado Gilmore) se transforma num fracasso para a equipe de Joe. Achando que os Patetas jogaram mal de propósito, Joe e os comparsas sacam os revólveres e começam a atirar no trio, que sai do campo correndo e recebendo balas no traseiro.

## Filmagem acidentada
Moe Howard definiu Three Little Pigskins como "uma extraordinária mistura de estrondos e erros" e essa produção ficaria marcada como a primeira vez que os Patetas exigiram dublês para as filmagens. No filme há uma cena em que os Patetas estão com a bola e param de correr para posarem para os fotógrafos e são atingidos e derrubados pelos jogadores adversários. Esses jogadores eram atletas reais universitários e os Patetas (cuja baixa estatura está evidente nas cenas com os jogadores) ficaram receosos de se machucarem. Larry Fine, o mais baixo e frágil dos três, falou para o diretor Ray McCarey (em tradução livre): "Veja, eu não posso fazer essa cena. Nós não somos dublês e se um daqueles gorilas cair em cima de nós, ficaremos incapacitados e o filme não terminará. Nós nunca pedimos dublês antes mas agora é certo que precisaremos". Tanto Curly como Larry já tinham se machucado durante aquelas filmagens (Curly quebrou a perna ao cair do elevador de carga e Larry perdera um dente graças a um soco mal dado) e isso pesou a favor da decisão do trio de não fazer a cena.
McCarey assegurava aos Patetas que estariam seguros, dizendo "Ouçam, amigos, vocês sabem como cair. Já fizeram muito isso antes. Eu não posso perder horas procurando dublês para vocês. E também não podemos pagá-los. Não se preocupem, não se machucarão".
Moe Howard respondeu rispidamente para McCarey dizendo (em tradução aproximada): "Você não tem como saber que não ficaremos feridos. Nós não faremos a cena".
Menos de uma hora depois da decisão, o estúdio encontrou três dublês que até mesmo pareciam com os Patetas. McCarey gritou "ação" e aconteceu o inferno. Dois dos três dublês ficaram seriamente machucados com costelas fraturadas, bem como todos os quatro fotógrafos. O único dublê que não se feriu foi o de Curly Howard, graças ao enchimento que colocara para se parecer com o rotundo ator. Moe Howard mais tarde disse em sua autobiografia que "McCarey ficou sentado mudo em sua cadeira de diretor com a cabeça escondida entre as mãos".

## Produção
Three Little Pigskins foi filmado de 25 a 30 de outubro de 1934.